# Константин Влад
Константин Влад (на румънски: Constantin Vlad) е румънски психиатър и психоаналитик, пионер на психоанализата в Румъния.

## Биография
Роден е през 1892 година в провинция Буковина, тогава част от Австро-Унгария. Учи медицина във Виенския университет. През 1917 година се запознава с психоанализата от чешкия офицер Ото Пик. Защитава докторат през 1923 в Букурещ на тема „Contributiuni la studiul tratamentului psihanalitic“ („Приноси към изучаването на психоаналитичното лечение“). В него се разглеждат шест случая на психоанализа.
В известен период работи към румънската армия и използва анализата за лекуване на румънски войници. Започва да публикува статии от 1925 година. През 1932 публикува психоаналитична биография на Михай Еминеску. През 1935 основава „Румънско списание за психоанализа“ (Revista romana de psihanaliza) заедно с Йон Попеску-Сибиу, но от списанието излиза само един брой. Въпреки че практикува, Влад никога не преминава обучителна анализа. Заедно с Попеску основава през 1946 година Общество за психопатология и психотерапия. Въпреки многото забрани да се практикува психоанализа след установяването на комунистическата власт в Румъния, Влад успява да практикува.
Умира на 11 септември 1971 година в Румъния на 79-годишна възраст.